# SHGb02+14a
SHGb02+14a est une source radio-astronomique et un candidat à la Recherche d'une Intelligence Extra-Terrestre (SETI), découvert en mars 2003 par SETI@home et annoncé dans le New Scientist le 1er septembre 2004

## L'Observation
La source a été observée à trois reprises (pour un total d'environ une minute) à une fréquence d'environ 1 420 MHz l'une des fréquences dans la région du trou d'eau, théorisée comme un bon candidat pour les fréquences potentiellement utilisées par une intelligence extraterrestre dans le but de diffuser des signaux de contact.
Ce candidat possède des caractéristiques qui ont conduit à le considérer avec scepticisme. La source est située entre les constellations des Poissons et du Bélier, une région dans laquelle aucune étoile n'a jamais été observée jusqu'à 1000 années-lumière de la Terre. C'est aussi un signal très faible. La fréquence du signal a une montée rapide de la dérive, évoluant entre 8 et 37 hertz par seconde. Si la cause est l'effet Doppler, cela indiquerait que l'émission est en provenance d'une planète dont la vitesse de rotation sur son axe est près de 40 fois plus rapide que la Terre. Chaque fois que le signal a été détecté, il était de nouveau à environ 1 420 MHz, la fréquence d'origine, avant de dériver à nouveau.
Il y a un certain nombre d'explications possibles pour ce signal. SETI@home a démenti les reportages des médias qui soutenaient que ce signal avait probablement pour origine une intelligence extraterrestre. Il pourrait être un artéfact de hasard aléatoire, un bruit cosmique ou un bogue des instruments.